# Monumento natural Laguna Leandro
El monumento natural Laguna Leandro es un área protegida ubicada en el departamento Humahuaca, en la provincia de Jujuy, en el noroeste argentino. Se encuentra en una región escasamente poblada, a unos 12 km al sudeste de la localidad de Iturbe y a unos 22 km al noreste de la localidad de Humahuaca.

## Características generales
El área fue protegida bajo la figura de Monumento Natural mediante la Ley Provincial 4203 del año 1985, simultáneamente con Laguna de los Pozuelos. El objetivo de creación fue preservar el cuerpo de agua y el hábitat de la guayata (Chloephaga melanoptera) y otras especies de aves de ambiente acuático.
Abarca una superficie de 200 ha, aproximadamente en la posición 23°01′41″S 65°15′03″O / -23.02806, -65.25083. Según el Servicio de Información de Biodiversidad, dependiente de la Administración de Parques Nacionales, las características de la región se corresponden con la ecorregión monte de sierras y bolsones. Otras fuentes, sobre la base de las condiciones específicas del lugar, entre ellas la altura, que supera los 4000 m s. n. m., indican que el ambiente corresponde a la ecorregión puna.
La laguna y su entorno es una de las áreas importantes para la conservación de las aves de Argentina.

## Flora y fauna
La cobertura vegetal de la zona que rodea a la laguna es prácticamente nula y se reduce a pastizales de altura, en parte impactados por el pastoreo de los pequeños rebaños de los pobladores de la región.[cita requerida]

La fauna más significativa la constituyen las aves. Se ha registrado la presencia de ejemplares de cóndor andino (Vultur gryphus), flamenco austral (Phoenicopterus chilensis), gaucho serrano (Agriornis andicola), yal grande (Idiopsar brachyurus), remolinera castaña (Cinclodes atacamensis), carpintero andino (Colaptes rupicola), caminera rojiza (Geositta rufipennis), calandria castaña (Mimus dorsalis), caracara andino (Phalcoboenus megalopterus), yal negro (Phrygilus fruticeti), agachona mediana (Thinocorus orbignyianus) y bandurrita común (Upucerthia dumetaria).